# Onychoteuthis
Genre
Onychoteuthis est un genre qui regroupe plusieurs espèces de céphalopode de la famille des Onychoteuthidae qui se rencontrent dans tous les océans du globe dans les régions tropicales et subtropicales mais également dans le Pacifique Nord.

## Description
Les membres de ce genre ont généralement un manteau d'une longueur inférieure à 200 mm, mais sur certaines espèces il peut dépasser les 300 mm.

## Liste des espèces
Selon World Register of Marine Species (13 sept. 2010) :
- Onychoteuthis banksii (Leach, 1817)
- Onychoteuthis bergii Lichtenstein, 1818
- Onychoteuthis borealijaponicus Okada, 1927
- Onychoteuthis compacta (Berry, 1913)
- Onychoteuthis meridiopacifica Rancurel & Okutani, 1990

Selon ITIS (13 sept. 2010) :
- Onychoteuthis banksii (Leach, 1817) - cornet crochu
- Onychoteuthis borealijaponicus Okada, 1927 cornet boréal[3]
- Onychoteuthis compacta (Berry, 1913)
- Onychoteuthis meridiopacifica Rancurel et Okutani, 1990